# ガラード (宝石商)
ガラード（Garrard & Co. ）はイギリスの宝飾品会社である。

## 歴史
- 1722年 - 創業者のジョージ・ウィックス（George Wickes 、1698-1761年）がイギリスの金細工商同業組合に加盟。
- 1735年 - ジョージ・ウィックスが独立して成功を収め、まもなく英国皇太子の金細工職人として任命された。
- 1802年 - ロバート・ガラード・シニア（Robert Garrard Sr. ）が社長となった。
- 1818年 - ロバート・ガラード・シニアが死去し、息子のロバート・ガラード2世（Robert Garrard II ）とジェームズ・ガラード（James Garrard ）、セバスチャン・ガラード（Sebastian Garrard ）が後を継いだ。
- 1843年 - ヴィクトリア女王によりクラウン・ジュエラー（Crown Jeweller ）に指定され、以後エドワード7世、ジョージ5世、エドワード8世、ジョージ6世、エリザベス2世まで連続して務めた。
- 1870年 - ヴィクトリア女王に小さいダイヤモンドクラウンを製作し、これを着用した姿がヴィクトリア女王の代表的イメージの一つとなっている。
- 1915年 - ロンドン郊外に土地を貸与されて機械製造を始めた。この部門は後にガラード (オーディオメーカー)として独立した。
- 1990年 - アスプレイを合併しアスプレイ&ガラード（Asprey & Garrard ）となった。
- 2002年 - アスプレイ&ガラードから分社化されガラード（Garrard & Co ）となった。